# Serra de' Conti
Serra de' Conti è un comune italiano di 3 570 abitanti della provincia di Ancona nelle Marche.

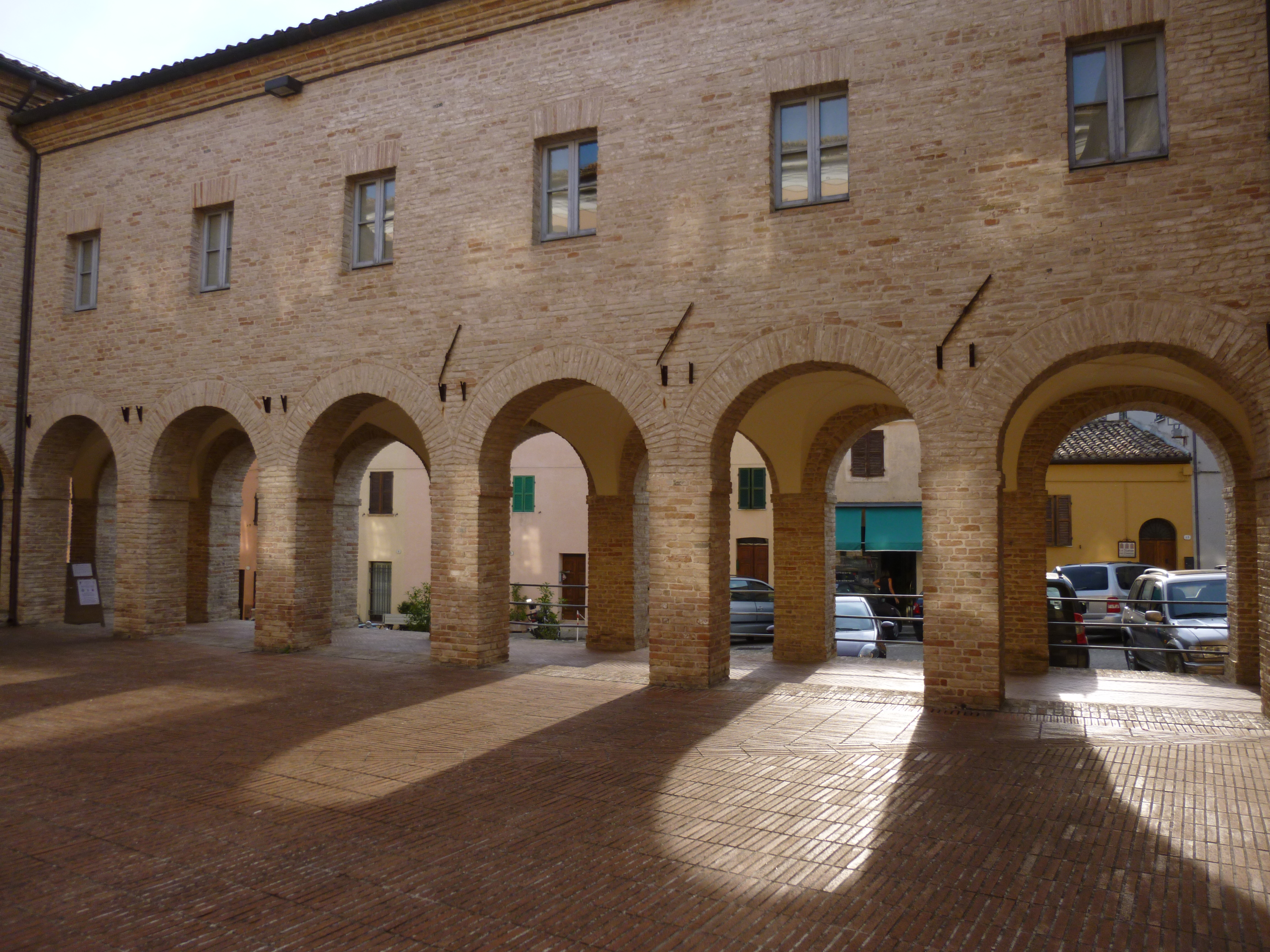
Chiostro dell'ex convento di San Francesco

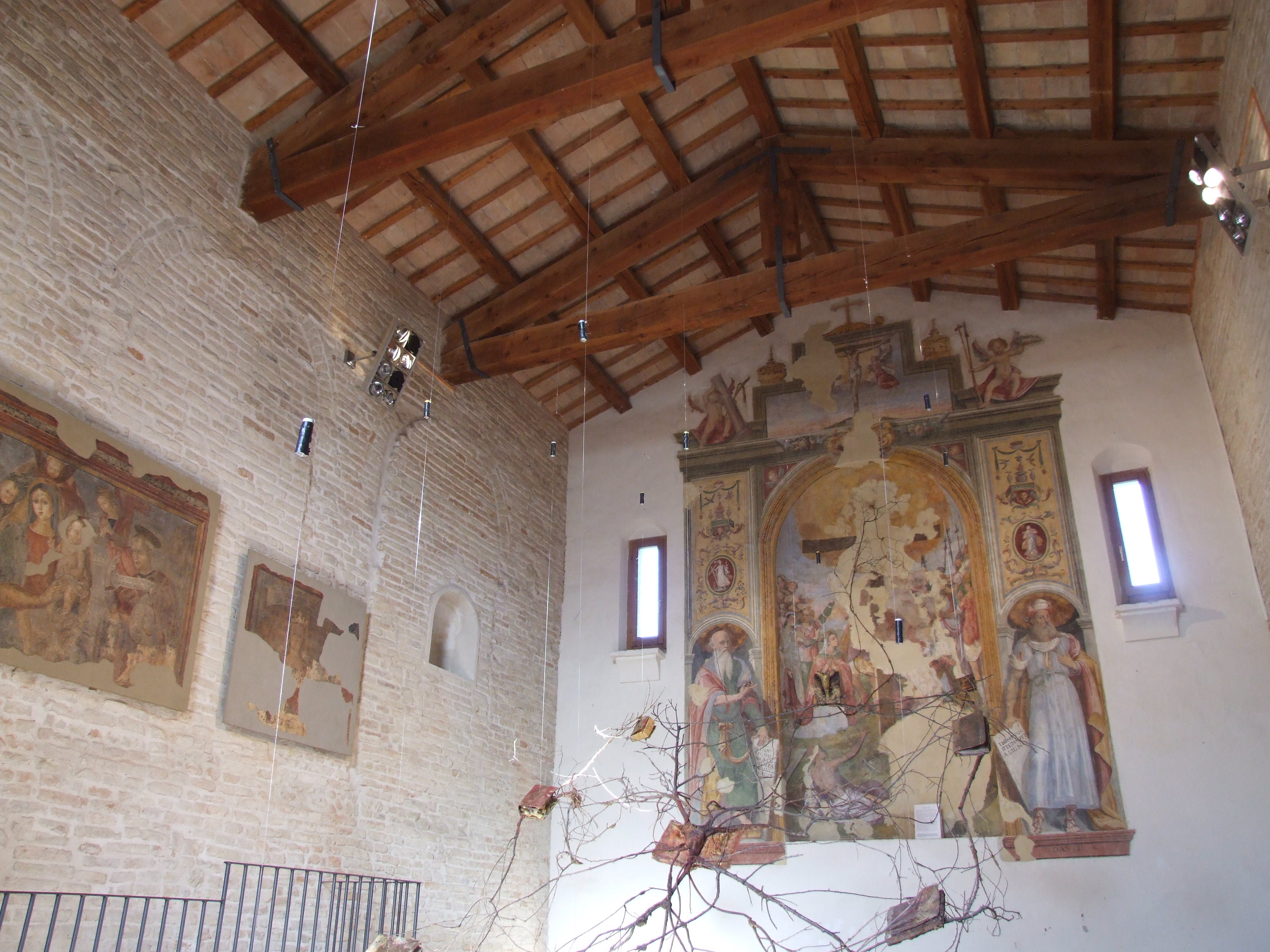
Chiesa di Santa Croce

## Storia

### Origini
L'origine dell'abitato non è facilmente spiegabile per la scarsezza delle fonti documentarie, tuttavia il territorio circostante era già abitato in epoca pre-romana da Umbri, Piceni e Galli senoni, diventando feudo imperiale verso il XII secolo, quando fu retto da un conte alle dirette dipendenze del marchese di Ancona.
Gli storici sono propensi a credere che si trattasse di un ramo dei Conti della Genga, ai quali sembra appartenesse il conte Rinaldo della Serra, che compare frequentemente tra i documenti del XIII secolo.
Il toponimo, quindi, sembra derivare proprio da questo fatto, in quanto composto da Serra, "dorsale collinare", e dal termine latino comes o comitis, "titolo nobiliare comitale".
L’origine dell’insediamento sembra dovuto ai monaci benedettini dell’abbazia di Santa Croce di Sassoferrato, colonizzatori agrari dell’alta valle del Misa che amministravano la pieve di Santa Lucia di Serra nel secolo XIII che vi costruirono un castello, o borgo fortificato, fra il XII e il XIII secolo.

### LaRepubblica Æsina
Verso il 1230 la piccola nobiltà rurale si costituì in una sorta di comitato ispirato al Libero comune e la prima volta che compare in documenti l'appellazione di Serra de’ Conti risale al 1244. Tuttavia già nel 1248 la città stipula con il Comune di Jesi un accordo e una specie di sottomissione, destinato a durare nel tempo, a testimonianza dell'importanza del potente vicino.
Serra si trovò coinvolta nelle lotte fra guelfi e ghibellini, soggetta, come altri castelli della zona, alla vicina Respublica Æsina, che esercitava in questo periodo l'egemonia sul territorio circostante, ed era di parte ghibellina. Tra il 1250 e il 1260 cresce e si sviluppa un ceto medio, tanto che nel 1254 venne istituita la figura del Capitano del popolo.
Con l'estendersi del territorio comunale nasce una serie di conflitti con le comunità vicine, in materia di confini. In particolare sono attestati scontri con Rocca Contrada (Arcevia) e Jesi, che continuarono fino alla fine del XV secolo.
La Santa Sede rivendicava comunque la propria autorità sulla città e sui castelli della Marca. Infatti il primo documento vaticano che ricorda Serra de'Conti risale al 1270-80 ponendola tra i centri immediate subjecte alla sede apostolica, amministrata dal governo della Curia provinciale della Marca. 
Se all'inizio, durante le alleanze promosse in funzione anti-imperiale, la Curia riconosceva una certa autonomia nell'elezione delle magistrature, dopo la sconfitta degli Svevi nel 1268, Roma rafforzò la propria egemonia controllando direttamente le nomine. Ne scaturì un periodo di grande instabilità politica in tutta la regione, con continue guerre e rivolte che videro Serra nuovamente legata a Jesi e in balia delle sue scelte strategiche.

### La riconquista papale
Così, nel corso del XIV secolo, la Chiesa mise in atto una grande operazione militare atta a sottomettere definitivamente i centri più ostili e a riorganizzare la regione. Durante la Riconquista della Marca Anconitana, guidata dal cardinale Egidio Albornoz, quest'ultimo redisse nel 1360 la Descriptio Marchiae dove confermava e poneva Serra de' Conti nel Presidiato di San Lorenzo in Campo, assieme a Jesi, Senigallia, Fano, Urbino e Cagli. Serra riconfermò i patti con Jesi per libera scelta di alleanza che in qualche modo risultava protetta.
I nuovi podestà vennero inviati dalla Curia provinciale della Marca e scelti fra le famiglie nobili guelfe che avevano contribuito alla Riconquista. Dunque questo periodo, così instabile, si concluse con l’avvento delle signorie. Dapprima furono i Chiavelli, signori di Fabriano e Rocca Contrada, ai quali succedettero i conti Buscareto di Senigallia. Nel 1376 fu la volta degli Atti di Sassoferrato, che nel 1390 ottennero anche il riconoscimento da parte di papa Bonifacio IX dell'incarico di vicari pontifici, con giurisdizione civile e criminale di prima istanza, e la facoltà di riscuotere i tributi spettanti alla Camera apostolica.
Il Vicariato di Serra passò a Pandolfo III Malatesta, tra il 1404 e il 1406, ma nel 1430 la Chiesa riprese possesso dei propri territori, e dopo la fine delle guerre delle grandi signorie, intorno al 1445, i comuni più piccoli, persero la loro autonomia e furono inglobati definitivamente nello Stato pontificio, per restarvi fino agli sconvolgimenti di fine Settecento legati all’invasione francese.

### Napoleone
Nel 1798 con la Repubblica Romana Serra venne slegata definitivamente dalla Repubblica Æsina, e legata al territorio di Rocca Contrada. Venne dunque inglobata nel Dipartimento del Metauro. Col decreto del 2 aprile 1808 le Marche furono annesse al Regno italico e Serra immessa nel Dipartimento del Musone con Rocca Contrada.

### Storia contemporanea
Sconfitto Gioacchino Murat nella Battaglia di Tolentino, le Marche furono occupate dagli Austriaci e con l'atto del 9 giugno 1815, furono restituite allo Stato pontificio. Col motuproprio del 6 luglio 1816, papa Pio VII riorganizzò l'amministrazione pubblica della regione e Serra de' Conti fu sede di governo comunale. Ma già nel 1817 la sede venne soppressa, passando a Montecarotto. Dal 1831 vi operò un priore podestà e, con l'editto del 22 novembre 1850 del cardinale Giacomo Antonelli, le legazioni vennero ristrutturate ed assunsero carattere regionale. La legazione delle Marche fu divisa in 6 province, tra cui quella di Ancona, alla quale faceva e fa tuttora riferimento il territorio di Serra de' Conti.

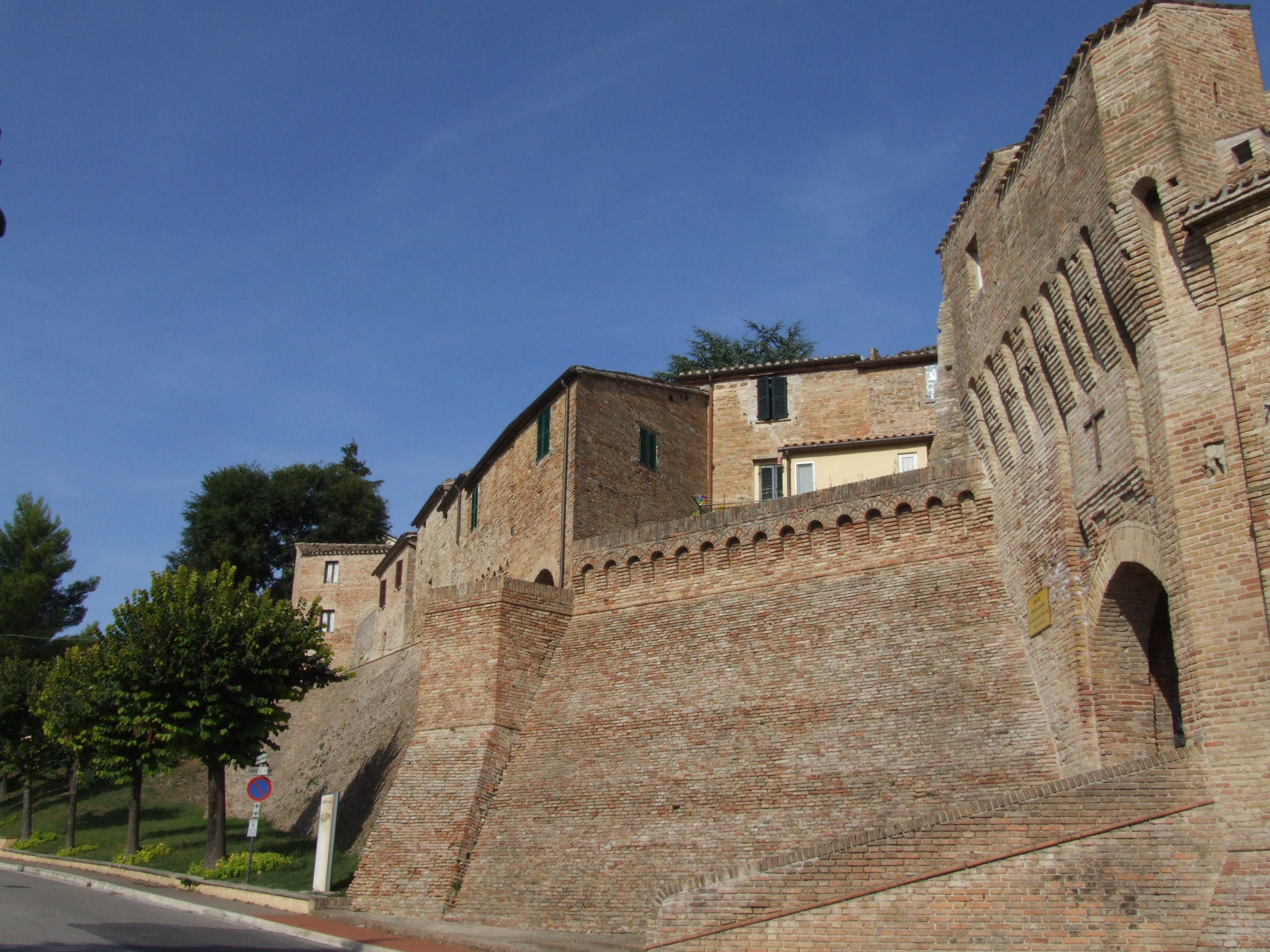
Le mura, Porta della Croce

## Monumenti e luoghi d'interesse
Grazie al suo discreto stato di conservazione, si propone tuttora come esempio abbastanza significativo di impianto urbano di origine duecentesca riadattato e trasformato in età tardomedievale e moderna sotto la spinta dei mutamenti economici e sociali.
- Chiesa di Santa Maria de Abbatissis. Viene edificata a partire dalla metà del Duecento “extra-moenia”. L’architettura attuale a tre navate è da ricondurre al 1827-1828, quando l’edificio viene quasi completamente riedificato. Nel 1782 Pio VI la eleva a Chiesa collegiata.[6]
- Chiesa di San Michele. Costruita a partire dal 1290 venne rimaneggiata nel XV secolo, della quale epoca conserva importanti affreschi e tabernacoli gotici.
- Convento di San Francesco. Venne edificato per i Frati minori conventuali nel XIV secolo. Oggi è sede del Municipio[7].
- Chiesa di San Fortunato. Eretta nel XIII secolo, conserva affreschi eseguiti nella seconda metà del XV secolo da Andrea da Jesi il Vecchio e, probabilmente da Giovanni Antonio da Pesaro[7].
- Chiesa di Santa Croce. Semplice chiesa cinquecentesca con all'interno l'affresco della Crocifissione del 1574 eseguito da Giovanni Battista Lombardelli[7]
- Chiesa della Maddalena. Iniziata nel 1603 custodisce un ricco mobilio barocco in legno dorato e tele seicentesche.
- Chiesa di S. Maria delle Grazie, detta comunemente Madonna del Piano. In precario stato di conservazione ed in attesa di restauro.[8]
- Le stanze del tempo sospeso - Museo delle arti monastiche.
- Mura civiche. In molti casi l'immagine di città murata è andata perduta a seguito delle pesanti demolizioni succedutesi dall'inizio dell'Ottocento per facilitare più comodi accessi, espansioni extra muros di servizi e residenze. Tuttavia il perimetro murato della città storica è, per buona parte, ancora integro, formalmente e strutturalmente riconoscibile nella tipica forma a fuso allungato. Tale forma è data dalla principale direttrice di espansione della sommità della cresta collinare in direzione Nord-Sud, sul percorso della strada che collegava la valle del Misa (Senigallia) e quella dell'Esino (Jesi). Del sistema di torri e baluardetti oggi restano in evidenza ben undici torri, mentre delle tre porte restano solo quella di Santa Lucia e l'antica porta della Croce.
- Fornace di Serra de' Conti. È un'antica fornace, di tipologia Hoffmann, che veniva utilizzata per la produzione e cottura dei laterizi. La sua costruzione risale alla fine dell'Ottocento.[9] La struttura è stata restaurata e recuperata nei primi anni duemila; la parte più vecchia è stata usata come sede di attività turistico ricettive ed è attualmente utilizzata come sede di uffici, il corpo di fabbrica più recente come stabilimento di lavorazioni tessili. Inoltre tutto il complesso viene usato per ospitare occasionalmente eventi.

## Cultura
Nel febbraio 2007 viene portato a termine il ciclo di affreschi nella sala consiliare del comune commissionato dall'amministrazione all'artista neo-manierista Bruno d'Arcevia: oltre alla volta della sala, le quattro pareti sono decorate con delle allegorie, di cui una è dedicata alle attività artigianali e d’impresa, un’altra alle attività agricole, una terza al tema del buongoverno e una quarta a quello dello sviluppo sostenibile.

### Eventi
- Annualmente, in autunno, si tiene la Festa della cicerchia, prodotto tipico locale. Solitamente la sagra si svolge nel corso di tre giornate: venerdì, sabato e domenica.
- D'estate, nella seconda metà di agosto, si tiene il festival NotteNera, una manifestazione culturale durante la quale vengono spente le luci del centro storico del paese, nella notte si svolgono diverse attività di carattere culturale, artistico e anche di svago.

### Gastronomia

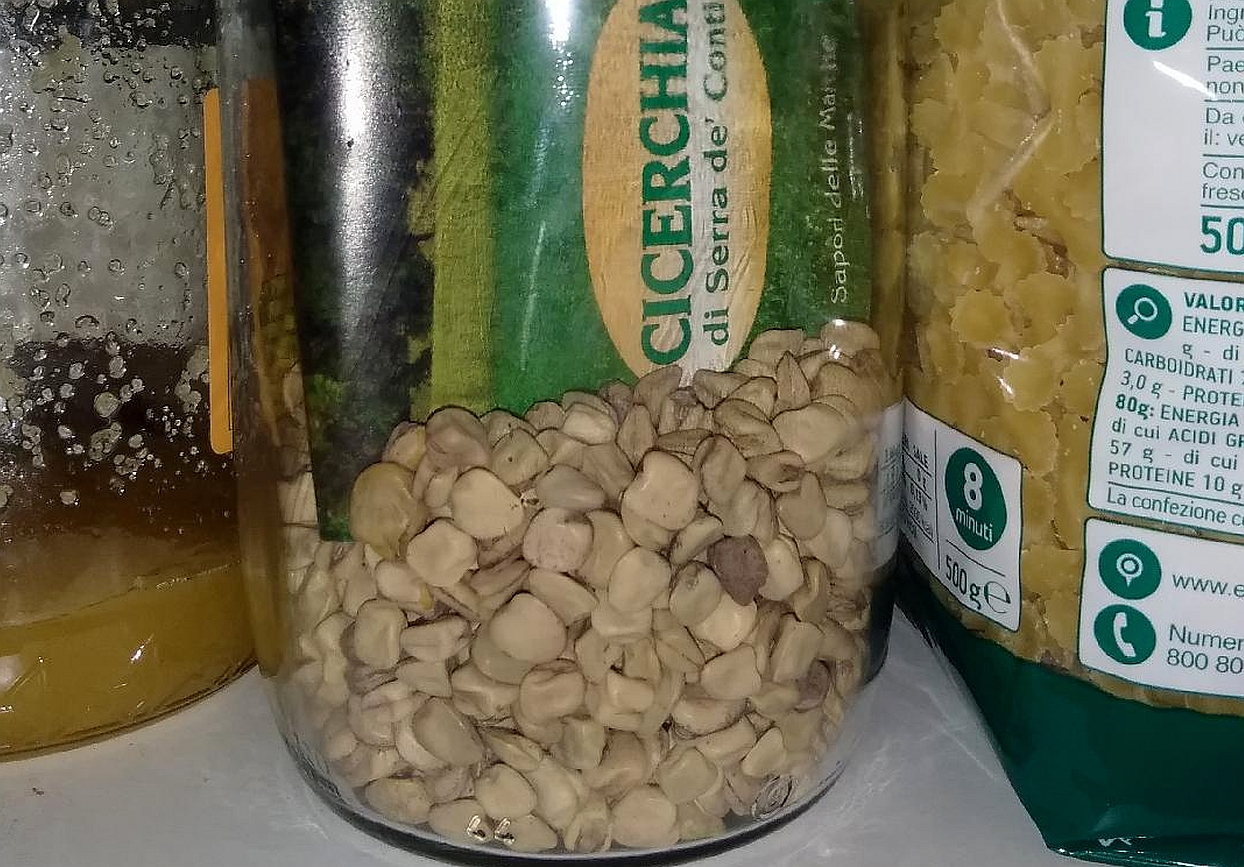
Cicerchia di Serra de' Conti.

La cicerchia di Serra de' Conti è stata inclusa tra i presidi Slow Food.

## Società

### Evoluzione demografica
Abitanti censiti

## Amministrazione
| Periodo        | Periodo        | Primo cittadino          | Partito                     | Carica  | Note   |
| -------------- | -------------- | ------------------------ | --------------------------- | ------- | ------ |
| 12 maggio 1985 | 28 maggio 1988 | Palmarino Francescangeli | Partito Comunista Italiano  | Sindaco | [ 12 ] |
| 29 maggio 1988 | 5 maggio 1990  | Franco Del Mastro        | Partito Socialista Italiano | Sindaco | [ 12 ] |
| 6 maggio 1990  | 22 aprile 1995 | Erino Costantini         | Partito Comunista Italiano  | Sindaco | [ 12 ] |
| 23 aprile 1995 | 12 giugno 2004 | Silvano Simonetti        | centro-sinistra             | Sindaco | [ 12 ] |
| 13 giugno 2004 | 7 giugno 2009  | Bruno Massi              | centro-sinistra             | Sindaco | [ 12 ] |
| 8 giugno 2009  | 26 maggio 2019 | Arduino Tassi            | Partito Democratico         | Sindaco | [ 12 ] |
| 27 maggio 2019 | 9 giugno 2024  | Letizia Perticaroli      | Progetto democratico        | Sindaco | [ 12 ] |
| 10 giugno 2024 | in carica      | Silvano Simonetti        | Serra per Simonetti sindaco | Sindaco | [ 12 ] |

### Gemellaggi
- Knutange
- Frigento

## Sport

### Calcio
La squadra di calcio del paese è il Monserra (che rappresenta anche Montecarotto); ha come colori sociali il bianco e il rosso; attualmente il campionato a cui è iscritto è quello di Prima Categoria.
È presente anche un settore giovanile con 200 iscritti in tutte le categorie (Piccoli Amici - Primi calci - Pulcini - Esordienti - Giovanissimi - Allievi). 
Inoltre vi è anche una rappresentativa di Calcio a 5.